# Срђан Вујаклија
Срђан Вујаклија (Нови Сад, 23. март 1988) српски је фудбалер. Игра на позицији нападача.

## Каријера
Вујаклија је каријеру почео у Ветернику а затим је наступао за ФК Нови Сад. Деби у највишем рангу, Суперлиги Србије, имао је као играч суботичког Спартака у сезони 2009/10. Играо је затим и за Хајдук из Куле и зрењанински Банат, а једно време провео је и у Емиратима.
Афирмацију је стекао у Пролетеру из Новог Сада под вођством Ненада Лалатовића, а Лалатовић га је и довео у Борац из Чачка, када је и избио у први план током сезоне 2015/16. Лалатовић је водио Борац до вицешампионског места у првом делу сезоне и обезбедио место у плеј-офу Суперлиге, а Вујаклија је са 15 голова био главни актер. 
У великој победи Борца у Купу Србије на Маракани (5:1), Вујаклија је уз гол забележио и две асистенције, а претходно је на првенственом мечу постигао два гола на Маракани, у победи Звезде 4:2. Током зимског прелазног рока у сезони 2016/17. прешао је у Црвену звезду. Вујаклија је за Црвену звезду дебитовао 8. марта 2017. у Новом Саду против екипе Војводине и током пролећа 2017. забележио је 10 наступа уз два постигнута два гола. У јулу 2017. раскинуо је уговор са београдским „црвено-белима”.
Након што је наступао за новосадски Пролетер током сезоне 2018/19, Вујаклија је у јулу 2019. године потписао једногодишњи уговор са бањалучким Борцем. Вујаклија је у дресу Борца током сезоне 2019/20. одиграо укупно 18 утакмица уз четири постигнута гола. У Премијер лиги БиХ је стрелац био у поразу од Слободе (1:3) и победи над Челиком (2:1). Преостала два гола дао је Звијезди 09 у Купу БиХ. Након завршетка сезоне, Борац је Вујаклији понудио нови уговор, али уз смањење плате. Вујаклија је то одбио, па је од јуна 2020. постао слободан играч. Након тога је имао иностране ангажмане у Грчкој и Финској.
У такмичарској 2022/23. наступао је за РФК Нови Сад у Првој лиги Србије. Затим је у истом рангу такмичења носио дрес новосадске Младости да би током зимске паузе у сезони 2023/24. прешао у српсколигаша Кабел.